# Miren Ibarguren
Miren Ibarguren Agudo (San Sebastián, 10 dicembre 1980) è un'attrice spagnola di origine basca.
Ha iniziato la sua carriera con il programma Goenkale di Euskal Telebista.

## Vita privata
Dal 2008 al 2011 ha avuto una relazione con l'attore Aitor Luna. Dal 2013 è legata al regista, sceneggiatore e produttore televisivo Alberto Caballero, col quale il 17 luglio 2022 ha avuto un figlio, di nome Rocco.

## Filmografia

### Cinema
- Las trece rosas, regia di Emilio Martínez Lázaro (2007)
- Una hora más en Canarias, regia di David Serrano de la Peña (2010)
- ¿Estás ahí?, regia di Roberto Santiago (2011)
- Fe de etarras, regia di Borja Cobeaga (2017)
- Lo dejo cuando quiera, regia di Carlos Therón (2019)
- Operación Camarón, regia di Carlos Therón (2021)
- Mamá o papá, regia di Dani de la Orden (2021)
- El juego de las llaves, regia di Vicente Villanueva (2022)
- El test, regia di Dani de la Orden (2022)
- Matusalén, regia di David Galán Galindo (2023)
- La novia de América, regia di Alfonso Albacete (2023)
- Fenómenas - Indagini occulte (Phenomena), regia di Carlos Therón (2023)

### Televisione
- Goenkale (2004-2005)
- Aquí no hay quien viva (2004-2006)
- A tortas con la vida (2005-2006)
- Escenas de matrimonio (2007-2008)
- Aída (2008)
- Anclados (2015)
- La que se avecina (2016 - presente)
- Arde Madrid (2018)
- Supernormal (2021-2022)
- Todos mienten (2022)

## Teatro
- Mi primera vez (2009)